# Кожушани
Кожушани (на гръцки: Φιλώτεια, Фило̀тия, до 1922 година Κουζούσιανη, Кузусяни) е село в Егейска Македония, Гърция, в дем Мъглен (Алмопия), административна област Централна Македония.

## География
Селото се намира на 10 километра северно от Къпиняни, в котловината Мъглен (Моглена), източно от реката Карадере.

## История
В документ от 1184 година се споменава Пузухия-Кузухия (Πουζούχια-Κουζούχια), принадлежащо на Великата лавра в Атон.

### В Османската империя
Според Стефан Веркович към края на XIX век Кожушани (Кожюшани) е смесено българо-християнско и българо-мохамеданско селище с мъжко население 623 души и 176 домакинства. Съгласно статистиката на Васил Кънчов („Македония. Етнография и статистика“) към 1900 година Козишоми (Кожушани) е смесено българо-християнско и българо-мохамеданско селище. В него живеят 72 българи християни и 1150 българи мохамедани.
Цялото християнско население на селото е под върховенството на Цариградската патриаршия. По данни на секретаря на Българската екзархия Димитър Мишев („La Macédoine et sa Population Chrétienne“) в 1905 година в Кузишане (Kouzichané) има 320 българи патриаршисти гъркомани.

### В Гърция
През Балканската война в 1912 година селото е окупирано от гръцки части и остава в Гърция след Междусъюзническата война в 1913 година. Боривое Милоевич пише в 1921 година („Южна Македония“), че Кожушани има 36 къщи славяни християни, 205 къщи славяни мохамедани и 5 къщи цигани християни. Мюсюлманското му население се изселва в Турция и на негово място са настанени гърци, бежанци от Турция, предимно от Хили (Шиле) и района. В 1922 година е преименувано на Филотия. Според преброяването от 1928 година селото е смесено местно-бежанско с 87 бежански семейства и 315 души.
В 1981 година селото има 647 жители. Според изследване от 1993 година селото е смесено „славофонско“-бежанско като „македонският език“ в него е запазен на ниско ниво.
Старата, изписана църква на селото „Свети Димитър“ пострадва от земетресение в 1990 година. Новата също е посветена на Свети Димитър.
| Име             | Име            | Ново име  | Ново име   | Описание                   |
| --------------- | -------------- | --------- | ---------- | -------------------------- |
| Байко или Байчо | Μπάϊκο         | Полемисту | Πολεμιστοϋ | местност на ЮЗ от Кожушани |
| Коларово        | Κολάροβο       | Хориятис  | Χωριάτης   | местност на ЮЗ от Кожушани |
| Мъгленица       | Μ(π)ογλενίτσας | Потами    | Ποτάμι     | река в Мъглен              |

Преброявания
| Година    | 1913 | 1920 | 1928 | 1940 | 1951 | 1961 | 1971 | 1981 | 1991 | 2001 | 2011 | 2021 |
| --------- | ---- | ---- | ---- | ---- | ---- | ---- | ---- | ---- | ---- | ---- | ---- | ---- |
| Население |      |      |      |      |      |      |      | 647  |      | 639  | 543  | 421  |